# Launaguet
Launaguet település Franciaországban, Haute-Garonne megyében. Lakosainak száma 9216 fő (2022. január 1.). Launaguet Castelginest, Aucamville, Fonbeauzard, Saint-Geniès-Bellevue, Saint-Loup-Cammas, Toulouse és L’Union községekkel határos.

## Népesség
A település népességének változása:
| Lakosok száma | 1407 | 2842 | 3768 | 6696 | 7817 | 8247 | 8880 | 9050 | 9309 | 9216 |
|               | 1968 | 1982 | 1990 | 2006 | 2013 | 2015 | 2017 | 2019 | 2020 | 2022 |